# Chris Shen
Chris Shen (ur. 26 lipca 1971) – australijski zapaśnik walczący w obu stylach. Brązowy medalista mistrzostw Oceanii w 2006 roku.